# Boris Cavazza

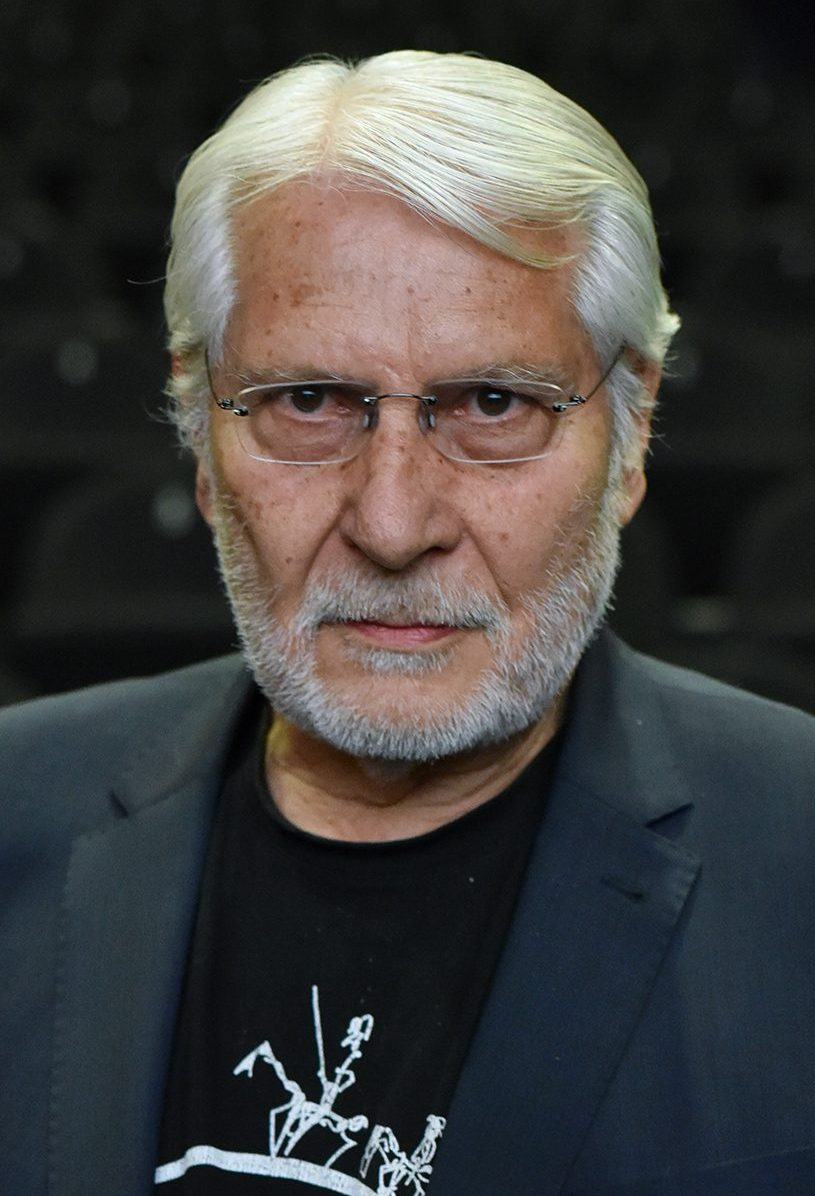
Boris Cavazza (2017)

Boris Cavazza (* 2. Februar 1939 in Mailand, Italien) ist ein slowenischer Schauspieler und Theaterregisseur.

## Leben
Der Sohn eines Italieners und einer Slowenin lebte ab 1948 in der Heimat seiner Mutter. Nach Jugendjahren in Krško schrieb er sich 1956 bei der Marineschule in Piran ein und verbrachte bis 1963 viele Monate auf Schiffen der Handelsmarine. Dann besuchte er die Theaterakademie in Ljubljana, ab 1971 gehörte er dann u. a. dem Slowenischen Jugendtheater an. Im Laufe der Jahre entwickelte er sich zu einem der anerkanntesten Darsteller seines Landes, der nach Anfängen seit 1967 im jugoslawischen Kino vor allem in Bühnenrollen wie in Dostojewskis Die Dämonen reüssieren konnte. 1987 wurde er mit dem Prešeren-Preis, 1992 mit dem Borštnik-Ring ausgezeichnet. 2012 wurde er mit dem Viktor, dem slowenischen Filmpreis, für sein Lebenswerk ausgezeichnet.
Mit der 1991 verstorbenen Mojco Sitar hatte er drei Söhne, von denen zwei frühzeitig ums Leben kamen. Mit seiner zweiten, mittlerweile von ihm geschiedenen Frau, hat er einen weiteren Sohn.
Cavazza ist UNICEF-Botschafter seines Landes.

## Filmografie (Auswahl)
- 1967: Zgodba ki je ni
- 1973: Der Flüchtling (Zbeg)
- 1974: Ein langer Ritt nach Eden
- 1978: Oh, diese Lausejungen (To so cadi)
- 1992: Tod in den Augen (Gypsy Eyes)
- 2012: Nahrani me z besedami